# Rhizorhina seriolis
Rhizorhina seriolis är en kräftdjursart som beskrevs av Green 1959. Rhizorhina seriolis ingår i släktet Rhizorhina och familjen Nicothoidae. Inga underarter finns listade i Catalogue of Life.